# Tranquillity Valley
Das Tranquillity Valley (englisch für Tal der Ruhe) ist ein verschneites Tal im westantarktischen Queen Elizabeth Land. Im westlichen Teil des Dufek-Massivs in den Pensacola Mountains liegt es zwischen dem Hannah Peak und dem Cairn Ridge.
Die Benennung des Tals erfolgte auf Vorschlag des US-amerikanischen Geologen Arthur B. Ford, Leiter der Mannschaften des United States Geological Survey (USGS), die von 1965 bis 1979 in den Pensacola Mountains tätig waren. Namensgebend ist die windgeschützte Lage, durch die das Tal einen Zufluchtsort für die USGS-Mannschaften darstellte, die aus der windumtosten Umgebung hierher fanden. Zudem sollte die Benennung in Zusammenhang mit derjenigen des Enchanted Valley die besondere Schönheit dieses Teils des Dufek-Massivs unterstreichen.